# 专业开发者大会
微软专业开发者会议（Professional Developers Conference，简称PDC）是一个面向软件开发者的系列会议；会议偶尔举行，通常与Microsoft Windows操作系统Beta版的发布配合，并展示那些为新版本Windows开发硬件和软件的用户感兴趣的话题。
2011年，PDC与微软网页开发会议MIX合并到Build会议。从2011年开始，它被更名为BUILD。

## 活动
- 1992年7月 - 旧金山Moscone Center（英语：Moscone Center）
  - 也称Win32专业开发者会议
  - Win32 API的第一次演示和“Chicago”的首次提及，这最终成为Windows 95
  - 预计超过5,000名开发者出席[1]
  - Windows NT 3.1面向开发者的初步发布（build 297）已发送给所有与会者
- 1993年12月 - 安那翰Anaheim Convention Center（英语：Anaheim Convention Center）[2]
  - Windows“Chicago”
  - Win32和Object Linking and Embedding第二版
  - 预计出席超过8,000人
  - Cairo公开演示，包括对象文件系统
- 1996年3月 - 旧金山Moscone Center（英语：Moscone Center）[3]
  - 微软展示了新的强大工具，后命名为ActiveX
  - ActiveX演示虽然偶有技术困难，但令人印象深刻。Microsoft和其他行业领导者介绍VBScript，OLE脚本的一个实现；ActiveX控件，用于嵌入OLE控件到HTML文档；ActiveX Conferencing, 可以通过TCP/IP共享数据和应用程序；互联网控件包，允许开发者使他们的应用程序接触互联网；以及其他许多ActiveX技术。
- 1996年11月 - 長灘 1996年11月3日至7日[4]
- 1997年9月 - 聖地牙哥San Diego Convention Center（英语：San Diego Convention Center）[1]
  - Windows NT 5.0首次展示，Beta 1发布给开发者
  - 预计出席超过6,200人
- 1998年10月11日至15日 - 丹佛Colorado Convention Center（英语：Colorado Convention Center）[5]
  - Windows NT 5.0 Beta 2发布给开发者。
  - Windows DNA技术发布，包括COM+

### 2000年-2009年
- 2000年7月11日至14日 - 奥兰多Orange County Convention Center（英语：Orange County Convention Center）[6]
  - .NET Framework和Visual Studio .NET宣布，初版beta发布给与会者
  - C#编程语言宣布和演示
  - ASP+——Active Server Pages的继任者宣布；同年内后被更名为ASP.NET
  - Windows 9x产品线宣布终结，计划最终于2002年发布新款操作系统“Whistler”
  - Internet Explorer 5.5发布
  - 预计出席超过6,000名开发者
- 2001年10月22日至26日 - 洛杉矶Los Angeles Convention Center[7]
  - .NET Framework的发布候选和Visual Studio .NET在比尔·盖茨的主旨演讲（keynote）宣布。
  - Windows XP正式发布。
  - 介绍Microsoft Tablet PC，包括软件开发工具包。
  - .NET My Services（代号Microsoft HailStorm（英语：Microsoft HailStorm））宣布
  - .NET Compact Framework宣布。
  - Internet Information Services第六版第一次讨论。
  - The Counting Crows（英语：The Counting Crows）在斯台普斯中心的PDC会议上举行。
- 2003年10月27日至30日 - 洛杉矶Los Angeles Convention Center
  - Windows Longhorn展示——Avalon、Aero、Indigo、WinFS
- 2005年9月13日至16日 - 洛杉矶Los Angeles Convention Center
  - Windows Vista build 5219交予出席者
  - Internet Explorer 7演示
  - Office 12及ribbon bar演示
  - .NET 2.0
- 2008年10月27日至30日 - 洛杉矶Los Angeles Convention Center[8]
  - Windows 7首次演示及以及Office 14 for the Web。
  - 介绍Windows Azure，微软的数据中心托管平台。
  - Outlook至.NET 4.0，Visual Studio 2010和新的.NET Application Server（代号“Dublin”）。
  - Microsoft Surface SDK发布，SecondLight首次演示，下一代Surface原型。
- 2009年11月17日至20日 - 洛杉矶Los Angeles Convention Center[9]
  - 三个屏幕一朵云（Three Screens and a Cloud）愿景
  - 付费Windows Azure出现，商业服务从2010年2月开始
  - 许多后端宣布：
    - Microsoft AppFabric，基于早期.NET Application Server和缓存技术（曾经代号“Velocity”）。
    - Microsoft SQL Server Modeling Services（SSModS）发布（曾经代号“Oslo”）
    - BizTalk Server 2009 R2宣布，新功能有例如2010年初发布的映射器改进

  - 许多前端宣布：
    - Microsoft Office 2010的第一个Beta版发布；Microsoft Silverlight 4
    - 有关微软Internet Explorer 9的早期介绍及其更佳的Acid3性能和HTML5/CSS3合规性。

  - 一台特别版“PDC 2009”Acer 1420p多点触摸平板电脑赠与所有参会者（BIOS中的“关于”信息标有MSFT）
- 2010年10月28日至29日 - 雷德蒙德Microsoft Campus（英语：Microsoft Campus）[10]
  - 宣布云计算的新平台特性
  - VmRoles宣布将现有的本地应用移植到Cloud
  - Microsoft“Dallas”更名为Windows Azure Marketplace DataMarket
  - Windows Azure Marketplace应用程序宣布
  - 一台解锁版Windows Phone 7智能手机被给予所有参加者
  - 微软限制参加人数为1,000人
  - 许多公众在全球观看活动（例如在东京、伦敦、科隆、维也纳）

## 其他微软开发者会议
- Microsoft TechEd（英语：Microsoft TechEd）
- VSLive!
- Dev Connections
- Mix（英语：MIX (Microsoft)）
- PASS（英语：Professional Association for SQL Server）